# Saúl Morales Corral
Saúl Morales Corral (Leganés, 3 de maig de 1974 - Caucete, 28 de febrer de 2000) fou un ciclista espanyol, professional des del 1999 fins al 2000, any de la seva mort. Aquesta es produí durant la disputa de la Volta a l'Argentina, quan un camió va perdre el control i va atropellar a un grup de ciclistes.

## Palmarès
- 1999.
  - Vencedor d'una etapa a la Volta a Veneçuela